# Krupoderynzi (Winnyzja)
Krupoderynzi (ukrainisch Круподеринці; russisch Круподеринцы Krupoderinzy) ist ein Dorf im Westen der Ukraine, in der Oblast Winnyzja. Es liegt am Ufer des Ros nordöstlich der ehemaligen Rajonshauptstadt Pohrebyschtsche.

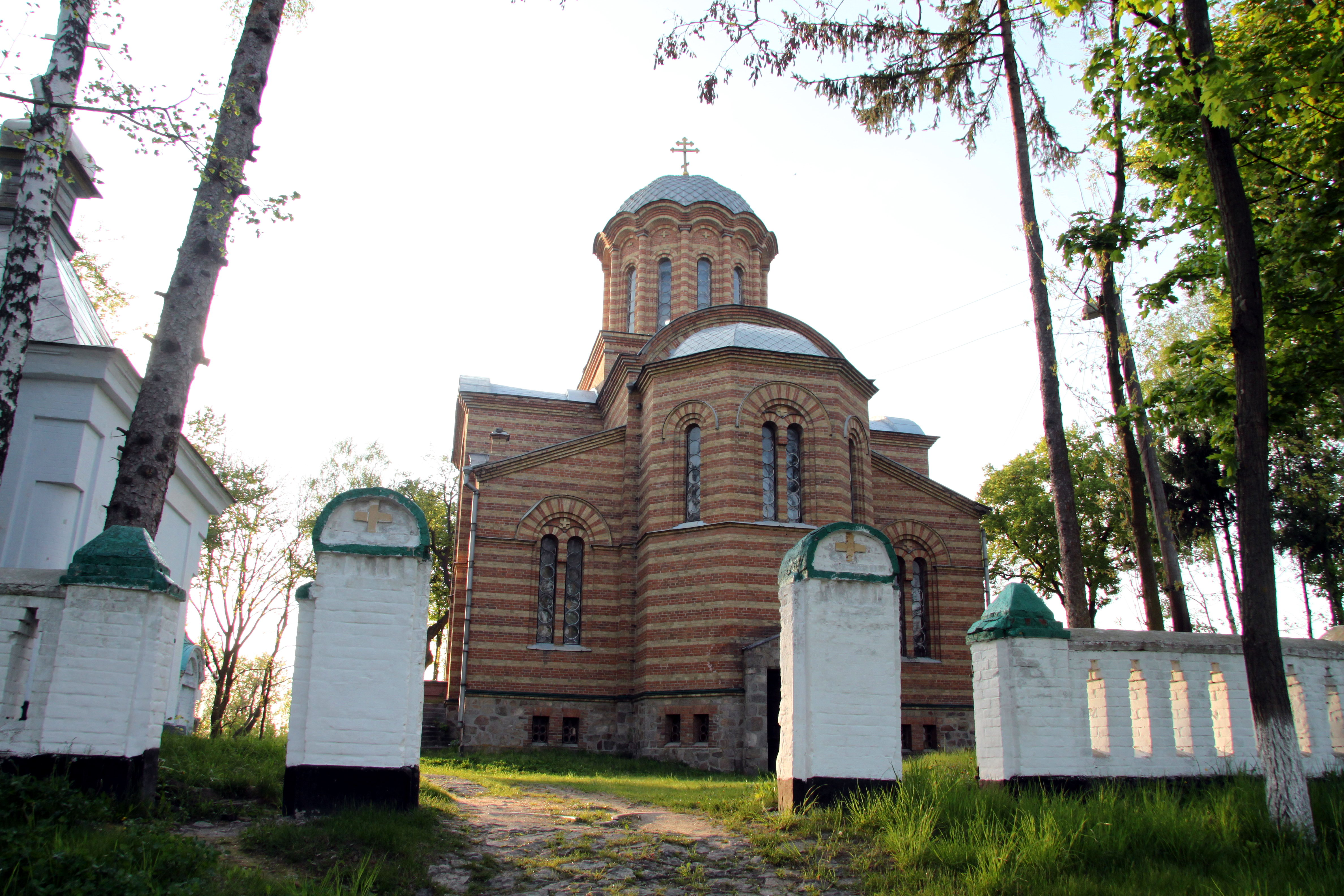
Kirche im Ort

## Geschichte
Anfang 1890 erwarb der russische Staatsmann und Diplomat Graf Nikolai Pawlowitsch Ignatjew für 45 Tausend Rubel einen Gutshof im damals russischen Krupoderinzy (im Ujesd Berditschew des Gouvernements Kiew im Russischen Zarenreich). 1895 wurde auf Kosten des Grafen eine Kirche mit Mausoleum aufgebaut, die ab 1901 in Betrieb war. In Krupoderinzy  ist der Graf am 20. Juni/3. Juli 1908 in seinem Gutshof verstorben und wurde dort auch begraben.
Seine Gemahlin, Jekaterina Leonidowna Ignatjewa, verstarb ebenfalls in Krupoderinzy am 20. Mai/2. Juni 1917 und wurde neben ihrem Gatten im Kirchen-Mausoleum beigesetzt. Neben ihrem Vater wurde auch die 1914 verstorbene Tochter Gräfin Jekaterina Nikolajewna Ignatjewa begraben. Die Kinder des Paares siedelten daraufhin von Krupoderinzy um.
Am 12. Juni 2020 wurde das Dorf ein Teil der neugegründeten Stadtgemeinde Pohrebyschtsche, bis dahin war es Teil der Landratsgemeinde Pawliwka (Павлівська сільська рада/Pawliwska silska rada) im Zentrum des Rajons Pohrebyschtsche.
Am 17. Juli 2020 kam es im Zuge einer großen Rajonsreform zum Anschluss des Rajonsgebietes an den Rajon Winnyzja.